# Mads Schousboe Bødker
Mads Schousboe Bødker  (født 27. juli 1959) er en dansk alpin skiløber 
Mads Bødker er den eneste danske skiløber der har opnået World Cup point, dette skete første gang i Sankt Anton i 1983 hvor han blev nr. 10 i den alpine kombination. Anden gang var i 1988 i Bad Klein Kircheim til en 15. plads i alpin kombination.
Bedste VM placering var i 1982 med en 15. plads i kombinationsslalom hvilket gav en samlet 20. plads, hvilket stadig er det bedste danske VM resultat.
Mads Bødker vandt 25 senior-danmarksmesterskaber.
Mads Bødker Deltog ved vinter OL i 1984 i Sarajevo som Chef de Mission for Mexico. Mads Bødker er fra 2012 ansat i Dansk Cykel Union som landstræner for mountainbike. Han har vundet flere veteranmesterskaber i Mountainbike med et Verdensmesterskab i 2014 som det bedste.